# 致谵妄剂
致谵妄剂（deliriants）属致幻剂的一种，会使人进入谵妄状态。此概念是 David F. Duncan 和 Robert S. Gold 为了与LSD等迷幻药物有所分别而引入。麻木、完全混乱、虚谈等状态较为常见。较著名的致谵妄药为阿托品。